# Бівис і Батхед
Бі́віс і Ба́тгед (англ. Beavis and Butt-head) — американський мультсеріал, створений Майком Джаджем. Короткий мультфільм Джаджа «Бейсбол жабою», в головних ролях якого були Бівіс і Батгед, був показаний на Liquid television і представлений як короткометражна комедія положень стала прабатьком Cartoon Network's Adult Swim (мультфільми для дорослих).

## Трансляція
Кабельний телевізійний канал MTV підписав Джаджа на створення нових серій, і шоу виходило в ефір з 8 березня 1993 по 28 листопада 1997 року. Коли в Сполучених Штатах пішли повтори серіалу, воно отримало оцінку «не можна дивитися особам молодше 14 років».
Згодом транслювались на MTV2 і Spike TV. Центральні персонажі серіалу — підлітки Бівіс і Баттхед, які живуть у вигаданому містечку Хайленд, штат Техас. Вони відвідують середню школу, де вчителі часто опиняються в розгубленості від їх витівок. Зрідка вони підробляють в «Світі бургерів», де проводять неповний робочий день, а також часом отримують іншу роботу, коли люди помилково приймають їх дивну поведінку як чуйну і напористу. Гумор полягає в повній відсутності у них традиційних цінностей, таких як трудова етика.
Обидва вони вкрай огидні та грублять майже кожному персонажу серіалу, і навіть один одному. Проте вони самі, мабуть, не усвідомлюють цього, та діють інстинктивно. Бівіс і Батхед вибираються зі своїх небезпечних пригод без серйозних наслідків, в той час, як у людей, що перебувають поряд з ними, це виходило далеко не завжди. Основною частиною кожного епізоду є гостросоціальні коментарі Бівіса і Батхеда при перегляді музичних кліпів, які показуються на MTV, що відбувається прямо під час кожної серії.
У 1996 році серіал отримав спін-офф у вигляді повнометражного анімаційного фільму «Бівіс і Батхед роблять Америку».
Англійською мовою майже всіх персонажів чоловічої статі озвучує творець мультсеріалу Майк Джадж. Українською мовою мультфільму Бівіса і Батхеда озвучують Юрій Коваленко, Юрій Рудченко та Дмитро Завадський (Студія Пілот), Олексій Семенов (MTV Україна), Павло Скороходько та Роман Чорний (Студія 1+1).
Влітку 2010 року з'явилася інформація про те, що Майк Джадж відроджує серіал і закінчує роботу над 30 новими серіями. Дата їх виходу на екрани поки не оголошена.

## Історія серіалу
Центральні персонажі серіалу — підлітки Бівіс і Батхед, які живуть у вигаданому містечку Хайленд, штат Техас. Вони відвідують середню школу, де вчителі часто опиняються в розгубленості від їх витівок. Зрідка вони підробляють в «Світі бургерів», де проводять неповний робочий день, а також часом отримують іншу роботу, коли люди помилково приймають їх дивну поведінку як чуйне і наполегливе. Гумор полягає в повній відсутності у них традиційних цінностей, таких як трудова етика. Обидва вони вкрай огидні та грублять майже кожному персонажеві серіалу, і навіть один одному.
Вони самі, проте, мабуть, не усвідомлюють цього, і діють інстинктивно. Бівіс і Батхед вибираються зі своїх небезпечних пригод без серйозних наслідків, в той час, як у людей, що знаходяться поруч з ними, це виходило далеко не завжди. Основною частиною кожного епізоду є гостросоціальні коментарі Бівіса і Баттхеда при перегляді музичних кліпів, які показуються на MTV, що відбувається в кожній серії. Бівіс і Батхед вчаться в 9-му класі. Під час мультфільму вони не раз говорили, що їм 15 років.
Короткий мультфільм Джаджа «Frog Baseball» («Бейсбол жабою»), в головних ролях якого були Бівіс і Батхед, був показаний на Liquid television і представлений як короткометражна комедія положень, яка стала прабатьком Cartoon Network's Adult Swim [джерело не вказано 132 дні] (мультфільми для дорослих). Кабельний телевізійний канал MTV підписав Джадж на створення нових серій, і шоу виходило в ефір з 8 березня 1993 року по 28 листопада 1997 року. Коли в Сполучених Штатах пішли повтори серіалу, воно отримало оцінку «не можна дивитися особам молодше 14 років». Зараз повтори йдуть по MTV2 і Spike TV.
У 1996 році серіал отримав спін-оф у вигляді повнометражного анімаційного фільму «Бівіс і Баттхед обробляють Америку» («Beavis and Butt-Head Do America»).
У 2000 році виходить епізод з легендарними культовими просунутими підлітками «Матч смерті. Бівіс vs Батхед „від“ Зоряних боїв на смерть / Celebrity Deathmatch» (Сезон 3 серія 25).

## Персонажі
У цих двох персонажів тільки три інтереси — важка музика, секс і насильство. Все їхнє життя — телевізор, чипси, а також абсолютно марні спроби зробити так, щоб «їм дали» і стало багато грошей. Оскільки їх батьків жодного разу не показали в серіалі, це має на увазі, що вони вирощені телебаченням. Також в деяких ранніх епізодах Бівіс і Батхед розважаються, нюхаючи клей і фарбу. Бівіс зазвичай носить синю футболку з написом «Metallica» (в деяких ранішніх епізодах напис на футболці «Slayer»), а Батхед, як правило одягнений у сіру футболку з написом AC/DC (пізніше ці футболки були змінені на «Skull» і «Death Rock».
У повнометражному мультфільмі вони зустрілися з двома чоловіками: товстим і худеньким. Худенький сказав, що їм дали дві повії з Хайленду (рідному місті Бівіса і Батхеда). Товстий стверджує, що «обидві дали тільки йому одному», що підтверджує заяву Батхеда з епізоду «Науковий експеримент», де він говорить, що у них з Бівіс, можливо, один біологічний батько. «Сімейний кущ» в першій книзі Бівіса і Батхеда під назвою «Ця Книга Отстой» говорить нам про те, що у них один біологічний батько, якого вони ніколи не зустрічали.
| Бівіс                 | Має прогнатізм (зсув щелеп), погляд спрямований в одну точку. Особа завжди зображено у профіль. Бівіс хрюкає, коли сміється, має верескливий голос, а також часто колупає в носі. З них двох він найзбудливіший і постійно втрачає зв'язок з реальністю. При цьому він здається оптимістичнішим, хоча навіть ще дурнішим, ніж Батхед. У серіалі йому часто доводиться відчувати фізичний біль, яку йому завдають Батхед та інші персонажі. У деяких серіях велика кількість шоколадок і газованої води викликає пробудження його другого я, або альтер его — Великий кукурудзо (Great Cornholio). Під час таких помутнінь Бівіс натягує футболку на голову і починає говорити з псевдо-іспанським акцентом. В основному, він нищить навколишніх нескінченною фразою «Мені потрібен папір для моєї кукурудзини» і іншим безглуздим маренням. Тим не менш, це настільки сподобалося фанатам серіалу, що вони навіть зробили пісню в стилі техно на цю тему. За словами творця Майк Джадж, Бівіс був названий на честь Боббі Бівіса, хлопця, який жив по сусідству з Джаджем в коледжі. Також він повідомив, що з характером цього Бівіса мультперсонаж не має нічого спільного. |
| Батхед                | Носить зубні брекети, весь час мружиться, має горбатий ніс. Його верхня десна випирає з-під верхньої губи. Говорить Батхед гугняво, підлітково-низьким голосом і злегка шепелявить. Майже кожну фразу він починає з затяжної «Е-е-е-е…», а закінчує сміхом «Ех-хе-хе-хе». Спокійному і більше нахабному Баттхеду абсолютно не притаманна кмітливість, але тим не менш, він часто міркує і роздає поради на найрізноманітніші теми. І хоча це майже завжди абсолютна безглуздість, Батхед робить це з виглядом «бувалого». При вельми нечастому спілкуванні з дівчатами Батхед занадто вагається, і хвилюючись, перегинає палицю. Коли наближається «краля», Баттхеда вистачає тільки на фразу «Гей, мала! Прийди до Баттхеда!» У дуеті він явно домінує над Бівісом, що проявляється в регулярному образі приятеля і відважування йому ляпасів. Творець Майк Джадж заявив, що ідея імені «Батхед» народилася в дитинстві, коли він був знайомий з двома людьми, одного з яких звали «Залізний Зад (Butt)» (за те, що він регулярно бив інших людей, демонструючи свою силу), а іншого «Батт-Хед».                                                                             |
| Том Андерсон          | Старий короткозорий сусід Бівіса і Баттхеда. За невеликий грошову винагороду часто просить їх допомогти йому в побуті (зробити прибирання або сходити в магазин), що призводить до знищення його двору, будинку, втрати грошей і особистого майна. Через поганий зір і невелике старече недоумство, Андерсон ніколи не впізнає цих двох і не пам'ятає їхні імена. Він служив у десантних військах під час Другої світової війни і війни у В'єтнамі. Його образ згодом справив великий вплив на зовнішність і голос персонажа Хенка Хілла з мультсеріалу «Цар Гори», так як і Андерсон та Хілл були змальована з однієї людини, відомого Джаджу в молодості. |
| Девід ван Дрісса      | Вчитель у Хайлендской середній школі, і, ймовірно, єдина людина, якого Бівіс і Батхед дійсно цікавлять. Ван Дрісса — добрий, інтелігентний хіпі з м'яким характером і володіє нескінченним терпінням. Його постійні спроби навчити цю парочку бодай чому-небудь закінчуються крахом, так як ті завжди всі сприймають по-своєму. Хіпар Ван Дрісса любить грати на своїй акустичній гітарі, що якось з вини Бівіса і Баттхеда мало не закінчилося для нього серйозними каліцтвами. Ван Дрісса викладає уроки з біології, малювання, економіки, медицини, історії і, крім усього іншого, з літератури. |
| Тренер Бредлі Баззкат | Ще один з учителів цієї парочки, повна протилежність Ван Дріссену. Жорсткий, цинічний і запальний. Баззкат — ветеран морської піхоти, учасник В'єтнамської війни та Війни в Затоці, типовий військовий. Дуже нагадує за характером сержанта Гартмана з фільму «Цільнометалева оболонка» Кубрика. Володіючи маніакальною пристрастю до порядку він ненавидить Бівіса і Баттхеда більше, ніж будь-який інший персонаж. Іноді він підмінює інших вчителів, але найчастіше веде уроки фізкультури. Баззкат постійно кричить на Бівіса і Баттхеда і навіть б'є їх, хоча одного разу і захистив від розлюченого менеджера з продажу, який відвідав школу з метою прищепити юному поколінню американські гендлярські навички. Колишній десантник вважає, що бити своїх учнів може тільки він. |
| Директор МакВікер     | Директор Хайлендской школи і один з найзатятіших ненависників Бівіса і Баттхеда. Своєю поведінкою вони довели його до нервового тика і заїкання. Багато епізоди починаються з того, що МакВікер розпікає Бівіса і Баттхеда у своєму кабінеті. За очі вони називають його «Містер МакЧленір» (англ. Mr. McDicker). В останній серії мультфільму під назвою «Бівіс і Батхед померли», після звістки про «смерть» Бівіс і Батхед у нього вперше припиняються заїкання і нервове тремтіння. Але коли на своїх похоронах вони з'являються живі, у МакВікера трапляється інфаркт і він, імовірно, вмирає. |
| Дар'я Моргендорфер    | Дар'я — саркастична, імовірно любляча артрок, зубрила-очкарик у важких військових черевиках, однокласниця Бівіса і Баттхеда, що не має популярності серед хлопчиків. Будучи розумною і проникливою, вона одна з небагатьох, хто бачить цих двох тими, ким вони дійсно є. Хоча Дар'я частенько кусає їх з приводу відсутності інтелекту, іноді вона пропонує допомогу і слушні поради. Парочка дражнить Дар'ю «діареєю», але одного разу вони назвали її «кльовою» за те, що вона поставила гостре питання президентові Клінтону під час шкільного зборів. В остаточному підсумку вона стала зіркою в спін-офф за її мотивами, який називається «Дар‘я». |
| Тодд Януччі           | Тодду двадцять з чимось років, він місцева доросла шпана. Бівіс і Батхед намагаються його наслідувати і мріють потрапити в його «банду». Тодд ставиться до них зверхньо, використовує їх, коли йому що-небудь потрібно, наприклад гроші на бензин. При цьому він зневажливо називає Бівіса і Баттхеда «дівчатами». З епізоду «Нищівна сила» можна дізнатися, що Тодд колись кинув школу. |
| Стюарт Стівенсон      | Пухкий низькорослий «ботан» і мамин синочок, однокласник Бівіса і Баттхеда. Він намагається бути схожим на них і вірить в те, що вони його найкращі друзі. Зазвичай носить чорну футболку з написом «Winger» (ймовірно, тому Бівіс і Батхед вважають полупопсовий Winger «групою для слабаків»). Насправді Бівіса і Баттхеда Стюарт мало хвилює; вони ставляться до нього так само, як до них ставиться Тодд. Через те, що Стюарт намагається тусуватися з цією парочкою, йому постійно дістаються всі шишки. |

## Сприйняття

### Критика і вплив
Глядачі та критики давали серіалу з початку його випуску або позитивні, або негативні відгуки за грубий гумор і критику сучасного американського суспільства. Серіал став об'єктом критики серед таких консервативних діячів, як Майкл Медвед, Девід Леттерман та інших. Журнал National Review назвав мультсеріал підривним засобом громадської критики та розумною комедією. Сам серіал став дуже популярним серед молоді, так званого покоління Х в США і за її межами і по праву може називатися класикою 90-х років. Трей Паркер і Метт Стоун перед створенням серіалу «Південний парк» захоплювались пригодами Бівіса і Баттхеда і навіть спілкувалися з їх творцями.
Дон Тобін, критик журналу The Boston Phoenix у своїй статті 1997 року розкритикував серіал, зазначивши його гумор в наступних серіях регресивний, сказавши, що розробники пізніше вирішили, що глядачі повинні сміятися над найбільш незначними речами. У тому ж 1997 році Тед Дроздовський, критик того ж журналу назвав серіал самопародією. Майк Джадж, режисер і автор серіалу сам розкритикував анімацію першого сезону, і особливо перших двох серій, назвав їх «жахливими», не розуміючи, як серіал тоді примудрився сподобатися стільком людям.
У 2005 році TV Guide склав рейтинг найвідоміших цитат з телебачення, помістивши сміх двох головних героїв на 66 місце. У 2012 році TV Guide помістила Бівіса і Баттхеда в список 60 найвідоміших серіалів всіх часів.

### Скандали та звинувачення
Серед противників поширена думка, що серіал шкодить психіці неповнолітніх і спонукає до агресії, вчинення неадекватних дій. Зокрема серіал звинуватили в загибелі дворічної дівчинки в 1993 році, чий п'ятирічний брат вирішив підпалити будинок, що призвело до смерті дівчинки. Після трагедії, що трапилася показ серіалу був тимчасово припинений. Мати дівчинки стверджувала, що на такий вчинок її сина спонукав серіал про Бівіс і Баттхед, де були присутні сцени з вогнем, проте сусіди стверджували, що у потерпілої сім'ї не було телевізора.
В результаті було вирішено виключити з серіалу всі сцени з вогнем. А улюблена фраза Бівіса — Fire! Fire! (Вогонь! Вогонь!) Була змінена на Fryer! Fryer! або Liar! Liar !. З телебачення було також вирішено виключити серію, де людина з музичного кліпу біжить в одязі, що горить [11]. Однак в нових серіях, що випускаються з 2011 року, були вирішено виключити цензуру зі словом на вогонь. Тільки під час першої серії слово вогонь було сказано героями 7 разів.
Серіал також звинувачували в пропаганді жорстокого поводження з тваринами. Зокрема, через 5 днів після випуску серії, де Бівіс пропонував засунути кішці в зад петарду і підпалити, була дійсно знайдена вбита петардою кішка. Дік Циммерман, 44-річний репортер, оголосив, що дасть 5000 $ тому, хто знайде винних, і створив петицію на заборону серіалу, яку підписали 4000 чоловік.